# Norbert Dorsey
Norbert Mary Leonard James Dorsey, né le 14 décembre 1929 à Springfield (Massachusetts) et mort le  21 février 2013 à Orlando, est un prélat catholique passioniste américain, évêque d'Orlando de 1990 à 2004.

## Biographie
Dorsey est ordonné prêtre en 1956. En 1986 il est nommé évêque auxiliaire de Miami et évêque titulaire de Mactaris (de) et en 1990 évêque d'Orlando. Il prend sa retraite en 2004.

## Sources
- Profil sur Catholic hierarchy